# アダム・フェデリチ
アダム・ジェイ・フェデリチ（Adam Jay Federici, 1985年1月31日 - ）は、オーストラリア・シドニー出身の元同国代表サッカー選手。ポジションはGK。苗字は「フェデリーチ」とも表記される。

## 来歴

### 初期
ナウラの南東に位置するハスキンソンにあるチームでキャリアを始め、AISに所属。その後、ヨーロッパでプレーする夢を追い求め17歳でイングランドへ渡った。
シェフィールド・ウェンズデイFCとボルトン・ワンダラーズFCのトライアルを受けた後、ウルヴァーハンプトン・ワンダラーズFCのトライアルに参加し、2003年2月にシーズン終了までの非契約型で加入。イタリアのASDトレス・カルチョで過ごした後、イングランドへ戻りリーズ・ユナイテッドAFCのトライアルに参加するも契約を勝ち取ることは出来なかった。

### レディング
2005年冬にレディングFCに非契約型で加入すると、すぐさまメイデンヘッド・ユナイテッドFCへ貸し出され、2005-06シーズン後半はノースウッドFCで過ごした。2006年夏にようやくプロ契約を結ぶと、7月15日のプレシーズンマッチ・ブロムリーFC戦で急遽ストライカーとして起用され、唯一のゴールを決めた。2006年8月29日、ブリストル・シティFCに貸し出されるもファースト・チームでの出番はなく10月27日に返却された。
2007年3月12日、レディングと2008-09シーズン終了までの2年契約を結んだ。2月17日のFAカップ5回戦オールド・トラッフォードで行われたマンチェスター・ユナイテッドFC戦に2軍で挑みながらも、フェデリチのファインセーブを連発する活躍により1-1の引き分けに持ち込んだ。このパフォーマンスから"5回戦の最優秀選手"に選ばれたが、27日の再試合は6分間で3点を許してしまい敗退した。
4月1日、0-1で敗れたトッテナム・ホットスパーFC戦で正GKのマーカス・ハーネマンが腰を負傷したことにより、ハーネマンに代わり後半から出場しリーグデビューを果たした。また、3-3で引き分けたブラックバーン・ローヴァーズFC戦でハーネマンが手を負傷したことにより、後半から出場した。
2008年9月25日、3部のサウスエンド・ユナイテッドFCに貸し出され、翌日の3-0で勝利したレイトン・オリエントFC戦でデビューした。10月にレンタル期間が数ヶ月延長され、最終的に10試合に出場した。
12月にローン期間が終了しクラブに復帰すると、2011年夏まで契約延長。この月の間のブラックプールFC戦で、ハーネマンがふくらはぎを負傷したことにより終盤に交代出場した。また、この怪我で数週間の離脱が決定したため先発の座を掴むようになった。次節のノリッジ・シティFC戦で初スタメン出場し無失点に抑え、そのパフォーマンスにスティーヴ・コッペル監督は称賛を送った。2008年12月26日、カーディフ・シティFC戦で89分にマイケル・チョプラにゴールを決められ、そのまま敗北すると思われたが、スティーブン・ハントのCKからマイケル・デュベリーのヘディングシュートをクリアされたところに詰め、試合終了間際の96分にゴールを決め1-1の引き分けに持ち込んだ。
2009-10シーズン前、ハーネマンがウルヴァーハンプトンに移籍したことにより背番号1を引き継いだ。2009年8月18日、2部のスウォンジー・シティAFC戦で2度の至近距離からのシュートを止め、0-0の引き分けに貢献。試合後、このセーブを自身のキャリアでベストの中の2つだと語った。
2011-12シーズンは、正GKとして全42試合に出場しクラブの5シーズンぶりのプレミアリーグ復帰に貢献した。

### ボーンマス
2015年5月27日、プレミアリーグ昇格を果たしたAFCボーンマスに3年契約で移籍した。
2017-18シーズンはノッティンガム・フォレストFCへレンタル移籍すると発表されていたが、オーストラリア代表に召集されている最中の負傷により手術を行い、その影響で移籍は解消され、ボーンマスへ復帰した。

### ストーク・シティ
2018年7月3日、ストーク・シティFCへ移籍した。

### マッカーサー、そして引退
2020年7月30日、AリーグのマッカーサーFCに2年契約で加入。2021年9月27日、マーク・ミリガンの引退に伴って2021-22シーズンのチームキャプテンに任命されたが、負傷のためにシーズン開幕直前の10月23日に自身も現役引退を発表した。

### 代表
U-20時代に2005 FIFAワールドユース選手権に出場。
2007年1月29日、ロンドンで行われるデンマークとの親善試合に向けて合宿に呼ばれ、6月2日のウルグアイ戦で初ベンチ入りした。
2008年、北京オリンピックのメンバーに選ばれ、正GKとしてグループステージ全3試合に出場した。
2010 FIFAワールドカップ直前の5月24日のニュージランド戦で初キャップを記録し、ワールドカップのメンバー入りを果たした。大会では全3試合をマーク・シュワルツァーの控えとして過ごし出番はなかった。また、4月10日にイタリア人の家系に生まれイタリアのパスポートを所持していたことからイタリアサッカー連盟がコンタクトを取ってきため、マルチェロ・リッピ監督率いるイタリア代表としてプレーする可能性があった。
2011年10月11日、2014 FIFAワールドカップ・アジア予選の3-0で勝利したオマーン戦で公式戦初出場し、アーメド・ムバラクのFKを素晴らしいセーブをするなど無失点に貢献した。

## 代表歴

### 出場大会
- オーストラリア代表
  - 2010 FIFAワールドカップ

### 試合数
- 国際Aマッチ 16試合 0得点（2010年-2016年）[24]

| オーストラリア代表 | 国際Aマッチ | 国際Aマッチ |
| 年                 | 出場        | 得点        |
| ------------------ | ----------- | ----------- |
| 2010               | 3           | 0           |
| 2011               | 3           | 0           |
| 2012               | 1           | 0           |
| 2013               | 1           | 0           |
| 2014               | 1           | 0           |
| 2015               | 6           | 0           |
| 2016               | 1           | 0           |
| 通算               | 16          | 0           |